# Roberto de la Torre
Roberto Euclides de la Torre Andrade (Chone, 1950) es un médico y político ecuatoriano que ocupó la prefectura provincial de Pastaza durante tres periodos consecutivos (de 1992 a 2005).

## Trayectoria
Llegó a Puyo en 1977 para trabajar como médico en el Hospital Vozandes del Oriente. Fue gobernador de la provincia de Pastaza de 1980 a 1984 y diputado nacional en representación de la misma provincia por el partido Frente Amplio de Izquierda (FADI) de 1990 a 1992.
En las elecciones seccionales de 1992 fue elegido prefecto provincial de Pastaza por el FADI. Cuando el FADI desapareció creó el movimiento Frente de Independientes de Pastaza, con el que fue reelecto como prefecto en las elecciones de 1996 y de 2000. Su administración estuvo enfocada en la construcción de caminos vecinales para garantizar el acceso a comunidades remotas.
Para las elecciones de 2004 intentó ser reelegido para un cuarto periodo en la prefectura, pero fue derrotado por el ingeniero Jaime Guevara Blaschke.
En las elecciones seccionales de 2014 fue elegido alcalde del cantón Pastaza (Puyo) por el partido Sociedad Unida Más Acción.